# Cristiana
Cristiana ist eine italienische Variante des weiblichen Vornamens Christiane.

## Namensträgerinnen
- Cristiana Borghi (* 1960), italienische Schauspielerin
- Cristiana Capotondi (* 1980), italienische Schauspielerin
- Cristiana Carvalho (* 1988), luxemburgische Fußballspielerin
- Cristiana De Filippis (* 1992), italienische Mathematikerin
- Cristiana Dell’Anna (* 1985), italienische Theater-, Fernseh- und Filmschauspielerin
- Cristiana Ferrando (* 1995), italienische Tennisspielerin
- Cristiana Girelli (* 1990), italienische Fußballspielerin
- Cristiana Muscardini (* 1948), italienische Politikerin
- Cristiana Parenzan (* 1970), italienische Beachvolleyballspielerin
- Cristiana Reali (* 1965), italienisch-brasilianische Schauspielerin